# Ouest-wallon
L'ouest-wallon ou le wallo-picard (en wallon : walon do Coûtchant) est le nom donné aux dialectes parlés dans la zone de transition entre le picard et le wallon namurois, en Belgique. C'est Louis Remacle qui proposa l'appellation wallo-picard en 1967, dans une étude fondée sur 32 traits (22 phonétiques et 10 morphologiques), alors que celle de ouest-wallon était jusque-là employée,. À l'ouest, la limite entre le wallo-picard et le picard se situe, du nord au sud, aux alentours de Tubize, Seneffe, Anderlues, Thuin, Froidchapelle et Chimay. À l'est, la limite avec le wallon namurois se situe aux alentours de Rixensart, Villers-la-Ville, Sambreville, Florennes. Nivelles, Charleroi, Philippeville et Couvin sont donc dans la zone wallo-picarde. Le wallo-picard possède à la fois des traits du wallon et du picard. Néanmoins, malgré son statut de transition entre le wallon et le picard, l'ouest-wallon demeure un dialecte wallon.

## Orthographe
Il n'y a pas vraiment de dialecte littéraire ouest-wallon unifié, contrairement à ce qui est le cas pour le wallon central ou levantin (ou les œuvres littéraires sont majoritairement en dialecte de Namur ou Liège respectivement). Cependant, les patois de Charleroi (la plus grande ville dans cette zone) influence ce dialecte.
L'orthographe de wallon unifié tient compte également de plusieurs particularités du dialecte ouest-wallon. 
Tableau des correspondances et différences entre système Feller et orthographe unifiée 
(rifondou walon) pour le wallon occidental.
| Mot français correspondant | Mot ouest-wallon en graphie Feller | Mot ouest-wallon en orthographe unifiée (rifondou walon) | Phonétique du mot (en ouest-wallon) | Remarques | Source(s) |
| -------------------------- | ---------------------------------- | -------------------------------------------------------- | ----------------------------------- | --- | --------- |
| Poisson                    | Pèchon                             | Pexhon                                                   | [pɛʃõ]                              | Différence essentiellement graphique. La graphie unifiée xh recouvre la prononciation [pɛhõ] en wallon levantin. | ,         |
| Prison                     | Prîjon                             | Prijhon                                                  | [pri:ʒõ]                            | Différence essentiellement graphique. La graphie unifiée jh recouvre la prononciation [pri:hõ] en est-wallon. Le jh est la consonne voisée correspondant à la consonne sourde xh. Comme la phonologie du wallon dicte que la voyelle i devant une consonne voisée est naturellement longue, l'orthographe unifiée ne le note pas par un diacritique. | [ 7 ]     |
| (Pelle)                    | Scoupe / Èscoupe                   | Schoupe / Eschoupe                                       | [skup / ɛskup]                      | La graphie unifiée sch est semblable à xh avec, en plus, prise en compte du fait qu'en ouest-wallon la prononciation est [sk] ([ʃup] en wallon central, [hup] en est-wallon). On peut noter aussi que la graphie unifiée n'utilisant pas de e muets internes, la notation du son [ɛ] n'a pas besoin de diacritique. | [ 7 ]     |
| Nation                     | Nâcion                             | Nåcion                                                   | [na:sjõ]                            | La graphie å recouvre aussi la prononciation [nɔ:sjõ]. Dans le cas du suffixe -åcion la prononciation majoritaire en ouest-wallon est [a:] mais la prononciation [ɔ:] existe aussi pour certains mots ou endroits (comme måjhon, maison, prononcé [mɔ:ʒo] à Charleroi). | ,         |
| Arbre                      | Aube                               | Åbe                                                      | [ɔ:p]                               | En graphie Feller au est préféré à ô quand le mot a des prononciations en [a:] dans d'autres dialectes wallons. On voit aussi à l'œuvre un principe de la phonologie wallonne : l'assourdissement des consonnes finales (-b finale mais prononciation -p); rodje (rouge) et rotche (roche) sont des homophones purs. | [ 6 ]     |
| Autre                      | Aute (ou Ôte) / Oûte               | Ôte                                                      | [ɔ:t] / [u:t]                       | En graphie Feller aute semble plus courant en est wallon, peut-être par analogie au français, mais ôte est plus commun pour la même prononciation ailleurs. En ouest-wallon le son est aussi réalisé [u:] (écrit oû en Feller) à de nombreux endroits. |           |
| Froid                      | Frwèd ; Froûd                      | Froed                                                    | [frwɛ] ; [fru:]                     | La graphie unifiée oe recouvre les deux réalisations [wɛ] (centre, ouest) et [ø:] (à l'est). Les mots avec oe se réalisent aussi parfois avec [u:] (limite ouest et sud) ou [wa:] (en limite sud-wallon). Ils correspondent généralement à des /or/ ou /os/ latins (ayant souvent donné "oi" en français). Les calques récents de mots français en "oi" sont cependant en "we" (eg: vweteure [wɛ.'tyr], voiture)                                                                                            | [ 7 ]     |
| Chapeau                    | Tchapia / (Tchapio)                | Tchapea                                                  | [t͡ʃa.'pja] / ([t͡ʃa.'pjo])           | Le suffixe latin -ellum a donné [ja] en centre et ouest-wallon et [ɛ:] en est-wallon. La graphie ea (ou eal) était utilisée anciennement, comme on peut le voir dans plusieurs Noms de famille ou toponymes wallons anciens (Donea (=petit Denis), Sarolea (Sårolea, nom de localité, réortographié en français en Sarolay), Bealruwad (Bearwåd, Beauregard). Ce suffixe a donné [jo] en picard, cette prononciation avançant en ouest-wallon avec plus ou moins de force suivant les mots et les endroits. |           |
| Souffler                   | Choufler                           | Shofler                                                  | [ʃu.'fle]                           | La graphie unifiée sh recouvre l'allophonie [s] et [ʃ]. En ouest-wallon non seulement les sh mais même de nombreux s et c sont réalisés en [ʃ] |           |
| Moinne                     | Mwène                              | Moenne                                                   | [mwɛn]                              | La graphie unifiée oen regroupe les réalisations [õ], [wɛ], [wɛ̃], [wẽ]. |           |